# Cratere Volta
Volta è un grande cratere lunare di 117,15 km situato nella parte nord-occidentale della faccia visibile della Luna.